# نبرد پویئ بلا
نبرد پوئبلا (اسپانیایی: Batalla de Puebla‎) در ۵ می ۱۸۶۲ در نزدیکی شهر پوئبلا در زمان مداخله فرانسه در مکزیک انجام گرفت. این نبرد با پیروزی ارتش مکزیک بر سربازان فرانسوی به پایان رسید. فرانسه در نبردهای متوالی بر مکزیکیان پیروز می‌شد با این حال پیروزی در نبرد پوئبلا در برابر ارتش مجهزتر و بزرگتر فرانسه روحیه مکزیکی‌ها را افزایش داد و پیشروی فرانسوی‌ها را به سمت مکزیکو سیتی کند کرد. در مجموع ۱۲۰۰۰ سرباز در این نبرد شرکت داشتند که ۸۰۰۰ نفر آن‌ها فرانسوی و ۴۰۰۰ نفر مکزیکی بودند. در پایان ۴۶۲ فرانسوی در مقابل تنها ۸۳ نیروی مکزیکی کشته شدند.
پیروزی مکزیکی‌ها همه ساله در پنجم می جشن گرفته می‌شود. این جشن به صورت منطقه‌ای در مکزیک، به ویژه در ایالت پوئبلابا که در آن جشن به عنوان El Día de la Batalla de Puebla (به فارسی: روز نبرد پوئبلا) برگزار می‌شود.این جشن‌ها به صورت محدودتر در سایر نقاط مکزیک برگزار می‌شود. همچنین این جشن‌ها در ایالات متحده از محبوبیت فراوانی برخوردار است و سالیانه با عنوان سینکو دی مایو برگزار می‌شود.